# Leo Lindsten
Leo Olavi Lindsten, född 17 juli 1943 i Lauritsala, död 11 juli 1988, var en finländsk målare. 
Lindsten, ställde ut första gången 1965, men refuserades i likhet med bland andra Niilo Hyttinen och Mikael Stierncreutz, tillhörande den nya popgenerationen, från Konstakademins treårsutställning 1965. Han kom emellertid att väcka uppmärksamhet bland annat på De ungas utställningar under en lång följd av år från 1966, då popkonsten slog igenom. Hann påverkades i likhet med Harro Koskinen och Paul Osipow av tecknade serier i den amerikanska konstens (till exempel Roy Lichtenstein) anda. I slutet av 1960-talet kan bland andra René Magrittes inflytande ses i Lindstens måleri. Samtidigt ägnade han sig åt att måla variationer i en "realistisk hötorgsstil" av äldre finska mästares verk, vilket han kanske blev mest känd för. Han tillhörde bland annat konstnärsgruppen Kiila. 